# Vật liệu mao quản nano
Vật liệu mao quản nano bao gồm một khối vật liệu hữu cơ hoặc vô cơ thông thường với cấu trúc xốp. Vật liệu nano xốp có đường kính lỗ rỗng có thể được đo phù hợp nhất bằng đơn vị nanomet. Do đó, đường kính lỗ xốp trong vật liệu xốp nano thường là 100 nanomet hoặc nhỏ hơn. Các lỗ rỗng có thể mở hoặc đóng, độ kết nối lỗ rỗng và tỷ lệ rỗng rất đa dạng, giống như các vật liệu xốp khác. Các lỗ mở có kết nối với bề mặt vật liệu trong khi lỗ kín là các lỗ rỗng ko có kết nối bên trong vật liệu. Lỗ mở rất hữu ích cho các kỹ thuật tách phân tử, nghiên cứu hấp phụ và xúc tác. Lỗ kín chủ yếu được sử dụng trong chất cách nhiệt và cho các ứng dụng về kết cấu.
Hầu hết các vật mao quản nano có thể được phân loại thành vật liệu khối hoặc màng. Than hoạt tính và zeolite là hai ví dụ về vật liệu mao quản nano khối, trong khi màng tế bào có thể được coi là màng mao quản nano.
Môi trường xốp hoặc vật liệu xốp là vật liệu có chứa các lỗ xốp. Các lỗ xốp này thường chứa đầy chất lỏng hoặc khí.
1. Có nhiều vật liệu mao quản nano tự nhiên, nhưng vật liệu này cũng có thể sản xuất nhân tạo. Phương pháp sản xuất nhân tạo kết hợp các polyme có điểm nóng chảy khác nhau, sao cho khi đun nóng một polyme sẽ bị phân hủy. Vật liệu mao quản nano có các lỗ với kích thước nhất quán có đặc tính chỉ cho một số chất nhất định đi qua và chặn các chất khác đi qua.[2]

## Phân loại

### Phân loại theo kích thước
Thuật ngữ vật liệu nano bao gồm nhiều dạng vật liệu khác nhau với nhiều ứng dụng khác nhau. Theo IUPAC vật liệu xốp được chia thành 3 loại:
- Vật liệu vi xốp: 0,2–2 nm[4]
- Vật liệu xốp trung bình: 2–50 nm[5]
- Vật liệu xốp lỗ xốp lớn: 50–1000 nm[5]

Cách phân loại này mâu thuẫn với định nghĩa cổ điển về vật liệu nano xốp vì chúng có đường kính lỗ xốp từ 1 đến 100 nm. Định nghĩa này bao gồm tất cả các phân loại được liệt kê ở trên. Tuy nhiên, để đơn giản, các nhà khoa học chọn sử dụng thuật ngữ vật liệu nano và liệt kê đường kính liên quan của nó.
Vật liệu vi xốp và xốp trung bình được phân biệt thành các loại vật liệu riêng biệt do các ứng dụng riêng biệt được cung cấp bởi kích thước lỗ xốp trong các vật liệu này. Điều gây nhầm lẫn là thuật ngữ Vật liệu vi xốp được sử dụng để mô tả các vật liệu có kích thước lỗ xốp nhỏ hơn so với các vật liệu thường được gọi đơn giản là nano. Chính xác hơn, vật liệu vi xốp được hiểu rõ hơn là một tập hợp con của vật liệu xốp nano, cụ thể là các vật liệu có đường kính lỗ nhỏ hơn 2 nm. Có đường kính lỗ xốp với kích thước phân tử, những vật liệu này cho phép ứng dụng đòi hỏi tính chọn lọc phân tử như phương pháp lọc và tách màng. Vật liệu xốp trung bình là các vật liệu có đường kính lỗ xốp trung bình trong phạm vi 2-50 nm, có khả năng làm vật liệu hỗ trợ chất xúc tác và chất hấp phụ do tỷ lệ diện tích bề mặt cao so với thể tích của chúng.
Đôi khi việc phân loại theo kích thước trở nên khó khăn vì có thể có những vật liệu xốp có đường kính khác nhau. Ví dụ: vật liệu xốp nhỏ có thể có một số lỗ có đường kính từ 2 đến 50 nm do việc phân bố các hạt ngẫu nhiên. Những thông số cụ thể này phải được xem xét khi phân loại theo kích thước lỗ.

## Ứng dụng

### Lưu trữ/Cảm biến khí
Lưu trữ khí rất quan trọng cho các ứng dụng năng lượng, y tế và môi trường. Vật liệu nano xốp cho phép một phương pháp lưu trữ khí độc đáo thông qua hấp phụ. Khi chất nền và khí tương tác với nhau, các phân tử khí có thể hấp phụ vật lý hoặc liên kết cộng hóa trị với các vật liệu mao quản nano, được gọi lần lượt là kho lưu trữ vật lý và lưu trữ hóa học. Mặc dù người ta có thể lưu trữ khí ở dạng khối, chẳng hạn như trong chai, vật liệu mao quản nano cho phép mật độ lưu trữ cao hơn, có tiềm năng phát triển các ứng dụng năng lượng.
Một ví dụ về ứng dụng này là lưu trữ hydro. Với tác động hiện nay của biến đổi khí hậu, mối quan tâm đối với các phương tiện không phát thải, đặc biệt là xe điện chạy bằng pin nhiên liệu ngày càng tăng. Bằng cách lưu trữ hydro ở mật độ cao bằng vật liệu xốp, người ta có thể tăng phạm vi quãng đường đi được của ô tô điện.

## Ứng dụng

### Lưu trữ/Cảm biến khí
Lưu trữ khí rất quan trọng cho các ứng dụng năng lượng, y tế và môi trường. Vật liệu nano xốp cho phép một phương pháp lưu trữ khí độc đáo thông qua hấp phụ. Khi chất nền và khí tương tác với nhau, các phân tử khí có thể hấp phụ vật lý hoặc liên kết cộng hóa trị với các vật liệu mao quản nano, được gọi lần lượt là kho lưu trữ vật lý và lưu trữ hóa học. Mặc dù người ta có thể lưu trữ khí ở dạng khối, chẳng hạn như trong chai, vật liệu mao quản nano cho phép mật độ lưu trữ cao hơn, có tiềm năng phát triển các ứng dụng năng lượng.
Một ví dụ về ứng dụng này là lưu trữ hydro. Với tác động hiện nay của biến đổi khí hậu, mối quan tâm đối với các phương tiện không phát thải, đặc biệt là xe điện chạy bằng pin nhiên liệu ngày càng tăng. Bằng cách lưu trữ hydro ở mật độ cao bằng vật liệu xốp, người ta có thể tăng phạm vi quãng đường đi được của ô tô điện.
Một ứng dụng khác của vật liệu mao quản nano là làm chất nền cho cảm biến khí. Ví dụ: đo điện trở suất của kim loại xốp có thể cho nồng độ chính xác của loại chất phân tích ở dạng khí. Vì điện trở suất của chất nền là tỷ lệ thuận với diện tích bề mặt của môi trường xốp, sử dụng vật liệu nano xốp sẽ mang lại độ nhạy cao hơn trong việc phát hiện các loại khí dạng vết so với các vật liệu khối lượng lớn của chúng. Điều này đặc biệt hữu ích vì các vật liệu nano có diện tích bề mặt chuẩn hóa theo phương nhìn từ trên xuống hiệu có quả cao hơn.

### Ứng dụng sinh học
Vật liệu mao quản nano cũng được sử dụng trong các ứng dụng sinh học. Các phản ứng được xúc tác Enzyme trong các ứng dụng sinh học được sử dụng nhiều cho chuyển hóa và xử lý các phân tử lớn. Vật liệu mao quản nano mang đến cơ hội nhúng các enzyme vào chất nền xốp giúp tăng cường thời gian tồn tại của phản ứng cho các bộ phận cấy ghép lâu dài. Một ứng dụng là giải trình tự DNA. Bằng cách phủ một màng mao quản nano vô cơ lên vật liệu cách điện, các lỗ xốp nano có thể được sử dụng để phân tích đơn phân tử. Bằng cách luồn DNA qua các lỗ xốp nano này, người ta có thể đọc được dòng ion qua lỗ xốp có thể tương quan với một trong bốn nucleotide.